# 外苑団地
外苑団地（がいえんだんち）は、東京都渋谷区に立地する日本住宅公団の造成した1964年東京オリンピック外国報道陣向けの宿舎である。

## 概要
昭和39年（1964年）当時、翌年に実施される東京オリンピックを報道する外国の報道陣のための宿舎が必要であった。
そこで日本住宅公団がこの宿舎を建設することになり、建設されたのがこの団地である。
この団地が宿舎としての役割を終えた後は分譲住宅として再利用され、現在の「外苑ハウス」となっている。
2020年の東京オリンピックにあわせ、建て替えが計画され、22階建ての「THE COURT 神宮外苑」として建て替えられる。

## 基本データ

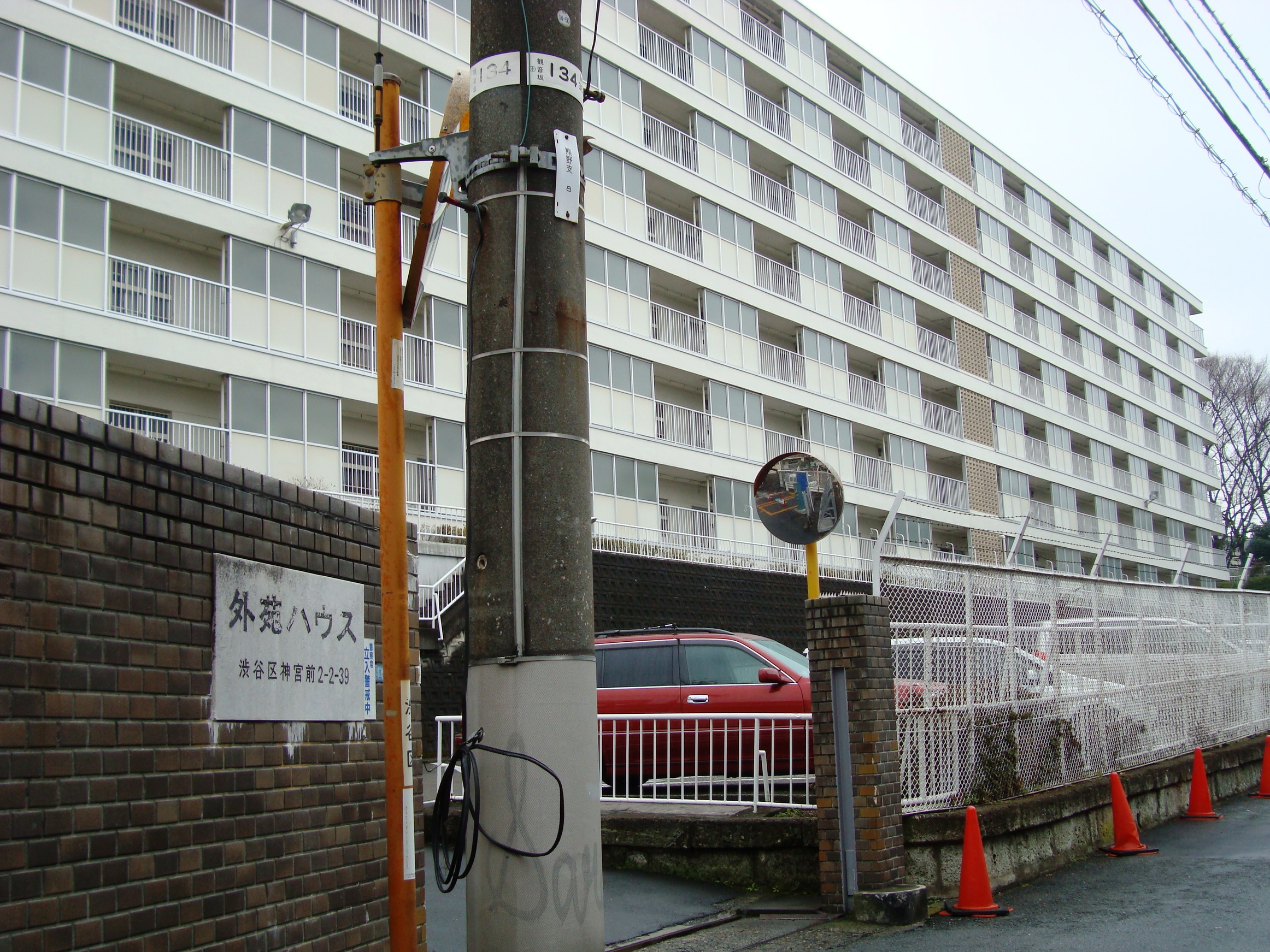
外苑ハウス（2011年）

- 竣工 - 昭和39年（1964年）
- 構成：1棟のみ、全196戸
  - 高層棟 - 1棟（7階建て）
- 所在 - 東京都渋谷区神宮前2

## 近隣の主な施設
- 国立霞ヶ丘競技場
- 東京体育館
- 明治神宮野球場
- 日本青年館
- 明治記念館
- 明治神宮
- 代々木公園
- 新宿御苑

## 交通
- 外苑前駅（東京メトロ銀座線）
- 国立競技場駅（都営大江戸線）
- 千駄ケ谷駅（東日本旅客鉄道）